# Wereldkampioenschappen tafeltennis 1997
De wereldkampioenschappen tafeltennis 1997 werden van 24 april t/m 5 mei gehouden in de Engelse stad Manchester.
Op het programma stonden zeven onderdelen:
- Enkelspel mannen. Regerend kampioen was  Kong Linghui.
- Enkelspel vrouwen. Regerend kampioen was  Deng Yaping.
- Dubbelspel mannen. Regerend kampioenen waren  Wang Tao en  Lu Lin.
- Dubbelspel vrouwen. Regerend kampioenen waren  Deng Yaping en  Qiao Hong.
- Gemengd dubbel. Regerend kampioenen waren  Wang Tao en  Liu Wei.
- Team mannen. Regerend kampioen was China.
- Team vrouwen. Regerend kampioen was China.

De winnaars mogen zich voor twee jaar (individuele nummers) of drie jaar (teams) wereldkampioen noemen. De verliezend finalist ontvangt de zilveren medaille. De verliezers van de halve finales ontvangen de bronzen medaille op de individuele onderdelen. Bij de teams wordt er wel om de bronzen plak gestreden door de verliezende halvefinalisten.

## Medailles

### Medaillewinnaars
| Onderdeel        | Goud                                                        | Zilver                                                                                       | Brons                                                                       |
| Enkelspel (m)    | Jan-Ove Waldner                                             | Vladimir Samsonov                                                                            | Kong Linghui Yan Sen                                                        |
| Enkelspel (v)    | Deng Yaping                                                 | Wang Nan                                                                                     | Li Ju Wu Na                                                                 |
| Dubbel (m)       | Kong Linghui Liu Guoliang                                   | Jörgen Persson Jan-Ove Waldner                                                               | Damien Éloi Jean-Philippe Gatien Kōji Matsushita Hiroshi Shibutani          |
| Dubbel (v)       | Deng Yaping Yang Ying                                       | Li Ju Wang Nan                                                                               | Chai Po Wa Qiao Yunping Cheng Hongxia Wang Hui                              |
| Dubbel (gemengd) | Liu Guoliang Wu Na                                          | Kong Linghui Deng Yaping                                                                     | Wang Liqin Wang Nan Chiang Peng-lung Chen Jing                              |
| Team (m)         | China Ding Song Kong Linghui Liu Guoliang Ma Wenge Wang Tao | Frankrijk Nicolas Chatelain Patrick Chila Damien Éloi Jean-Philippe Gatien Christophe Legoût | Zuid-Korea Chu Kyo-sung Kim Taek-soo Lee Chul-seung Oh Sang-eun Yoo Nam-kyu |
| Team (v)         | China Deng Yaping Li Ju Wang Chen Wang Nan Yang Ying        | Noord-Korea Kim Hyon-hui Tu Jong-sil Wi Bok-sun                                              | Duitsland Christina Fischer Olga Nemeș Elke Schall Jie Schöpp Nicole Struse |

### Medailleklassement
Dubbelparen uit verschillende landen gelden ieder als 0,5.
| Plaats | Land           | Goud | Zilver | Brons | Totaal |
| 1      | China          | 6    | 3      | 6,5   | 15,5   |
| 2      | Zweden         | 1    | 1      | 0     | 2      |
| 3      | Frankrijk      | 0    | 1      | 1     | 2      |
| 4      | Noord-Korea    | 0    | 1      | 0     | 1      |
| 4      | Wit-Rusland    | 0    | 1      | 0     | 1      |
| 6      | Chinees Taipei | 0    | 0      | 1     | 1      |
| 6      | Duitsland      | 0    | 0      | 1     | 1      |
| 6      | Japan          | 0    | 0      | 1     | 1      |
| 6      | Zuid-Korea     | 0    | 0      | 1     | 1      |
| 10     | Hongkong       | 0    | 0      | 0,5   | 0,5    |
| Totaal | Totaal         | 7    | 7      | 12    | 26     |